# Villenkolonie am Höhenberg
Die Villenkolonie am Höhenberg in Feldafing, einer Gemeinde im oberbayerischen Landkreis Starnberg, wurde vor dem Ersten Weltkrieg errichtet.

## Geschichte

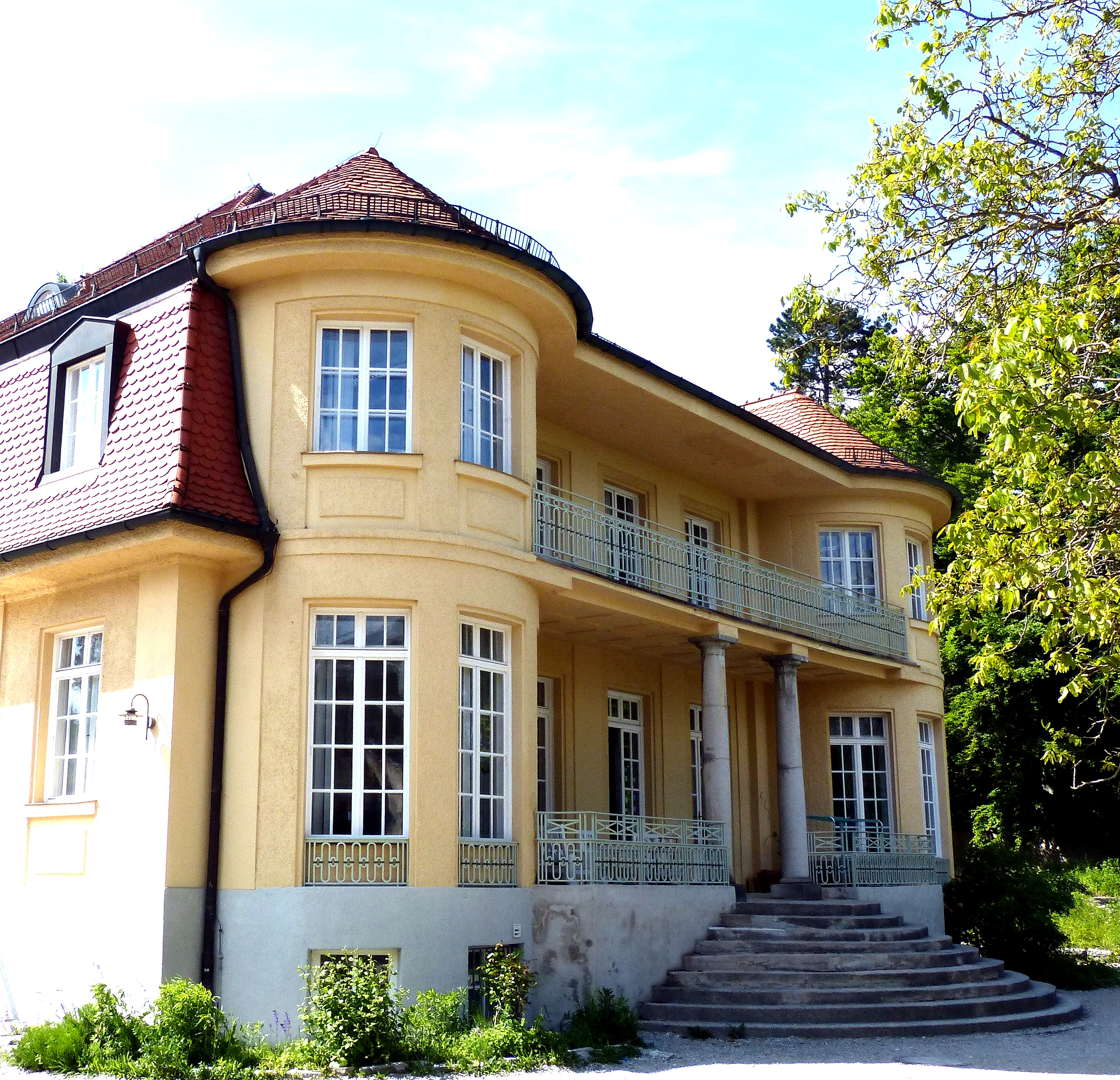
Seeseite der Villa Bernheimer in Feldafing

Im Jahr 1898 erwarb die in München ansässige Heilmann’sche Immobilien-Gesellschaft den gesamten westlich der Seestraße nach Tutzing gelegenen Teil des königlichen Schlossparks, um auf dem Gelände eine Villenkolonie zu gründen. Es entstanden Grundstücke in Hanglage auf drei Ebenen, die durch die Höhenbergstraße, die Pschorrstraße und die Thurn-und-Taxis-Straße zugänglich gemacht wurden. Die erschlossenen Baugrundstücke wurden gleichzeitig mit der Planung und dem Bau von Villen zum Kauf angeboten. Die Bebauung war zu Beginn des Ersten Weltkriegs in den wesentlichen Teilen abgeschlossen.
Folgende Villen, die in der Regel nach ihren Erstbesitzern bezeichnet werden, stehen auf der Denkmalliste.
- Höhenbergstraße: Villa Bernheimer (Nr. 11/13), Villa Bergmann (Nr. 15), Villa Engelhorn (Nr. 20), Villa Waldberta (Nr. 25/31), Villa Carl (Nr. 35), Villa Pfister (Nr. 40)
- Pschorrstraße: Villa Prange (Nr. 9, erbaut 1903–1904 von G. Baierle für den Zahnarzt Dr. Christensen)
- Thurn-und-Taxis-Straße: Villa Pschorr (Nr. 11), Villa Feinhals (Nr. 13)

Der südliche Teil der Villenkolonie jenseits des Eichgrabens bildet heute das Gelände des Ausbildungszentrums CIR.

### Reichsschule Feldafing
Die Villen wurden ab 1937 von der NSDAP angekauft und teilweise nach führenden Nationalsozialisten benannt. In den Häusern wurde die Reichsschule Feldafing eingerichtet.
Von 1938 bis 1942 wurden am südlichen Teil der Villenkolonie acht blockartig lang gestreckte, noch heute bestehende Unterkunftshäuser im Gebirgsjägerstil für die Schule errichtet. Zum Bau wurden auch Häftlinge aus dem Konzentrationslager Dachau eingesetzt.

### DP-Lager Feldafing
Ab Ende April 1945 entstand auf dem Gelände der Reichsschule das erste rein jüdische Durchgangslager für meist aus Osteuropa verschleppte und aus Konzentrationslagern befreite Displaced Persons, das bis zum 31. Mai 1951 bestand. Nach der Auflösung des Lagers übernahm die Bundeswehr das Gelände.